# Saint-Arroman, Gers
Saint-Arroman är en kommun i departementet Gers i regionen Occitanien i sydvästra Frankrike. Kommunen ligger i kantonen Masseube som tillhör arrondissementet Mirande. År 2022 hade Saint-Arroman 126 invånare.

## Befolkningsutveckling
Antalet invånare i kommunen Saint-Arroman
Referens:INSEE